# Bosna (Fluss)
Die Bosna (serbisch-kyrillisch Босна) ist ein Fluss in Bosnien und Herzegowina und hat der historischen Region Bosnien ihren Namen gegeben. Sie entspringt am Fuße des Berges Igman nahe der Hauptstadt Sarajevo aus einer Karstquelle und mündet bei Šamac in die Save. Die Bosna ist von der Quelle bis zur Einmündung in die Save 271 Kilometer lang. Damit ist sie der drittlängste Fluss des Landes.
Die Bosnaquelle (Vrelo Bosne) nahe dem Thermalbad Ilidža ist eine bekannte Attraktion, da hier ein relativ großer Fluss direkt aus dem Berg entspringt und nicht durch die Vereinigung kleinerer Bäche entsteht. Die Quelle ist in einen Park eingebettet.
Die wichtigsten Zuflüsse der Bosna sind die Željeznica, die Miljacka, die Krivaja, die Spreča, die Usora und die Lašva.
Folgende wichtige Orte liegen an der Bosna: Ilidža, Sarajevo, Visoko, Kakanj, Zenica, Žepče, Zavidovići, Maglaj, Doboj, Modriča und Šamac.

## Hydrologie
Mit einer mittleren Abflussmenge von 174 m³/s an der Mündung steht die Bosna hinter Save, Neretva, Drina und Una an fünfter Stelle der großen Flüsse des Landes.

## Verkehr
Das Tal der Bosna bildet als Teil der Neretva-Bosna-Furche einen wichtigen internationalen Verkehrskorridor, der heute zum Paneuropäischen Verkehrskorridor Vc gehört. Hier verlaufen mit der Magistralstraße 17, der Bahnstrecke Šamac–Sarajevo sowie der im Bau befindlichen Autobahn A1 die Hauptverbindungen von der Hauptstadt in Richtung Mitteleuropa.